# 小行星24948
小行星24948（24948 Babote）是一颗绕太阳运转的小行星，为主小行星带小行星。该小行星于1997年7月9日发现。

## 轨道参数
小行星24948的轨道半长轴为2.8049513 UA，离心率为0.094。